# Christel Steveniers
Christel Steveniers is een personage uit de Vlaamse soapserie Wittekerke dat werd gespeeld door Inge Van Olmen in het eerste seizoen in 1993. Hoewel het personage slechts vier afleveringen meedraaide, was Christel zeer prominent aanwezig. Acht jaar later zou Van Olmen opnieuw een rol in Wittekerke krijgen: die van Suzanne Samyn. Deze rol speelde ze twee jaar en ook dit personage werd vermoord.

## Personage
Christel is een jonge advocate uit Brugge, die zich in Wittekerke gevestigd heeft. Aanvankelijk lopen de mensen niet hoog op met haar, maar ze wint al snel hun vertrouwen. Ze werkt in de wetswinkel samen met Bob Bauterse, die sociaal-assistant is en ze is goed bevriend met Nellie De Donder. Nellie is net gescheiden en op zoek naar een nieuwe liefde. Samen met Christel gaat ze naar een relatiebureau waarbij ze een videoboodschap moeten opnemen. Ze proesten het uit van het lachten bij het bekijken van de video’s en Nellie kan zich niet serieus houden, maar Christel neemt wel een boodschap op. Bij het buitenkomen loopt Nellie tegen Ronnie Gevaert aan, die ook een boodschap opgenomen heeft. Later op straat komen ze hem opnieuw tegen en gaat hij iets drinken met beide dames. 
Bij haar thuis staat op een keer Jos Verlackt voor de deur. Hij maakt avances, maar zij houdt de boot af. Hierop bespioneert hij haar en gluurt ’s avonds binnen als ze zich uitkleedt. Hij dringt zelfs een keer haar huis binnen. Op een avond keert hij weer terug en houdt het huis in de gaten. Bob is op bezoek, maar nadat hij weg is dringt hij opnieuw langs achter binnen. Hij gaat de slaapkamer binnen en verkracht en vermoordt haar dan. De volgende dag is Nellie meteen ongerust als ze niet komt opdagen op de rechtbank waar ze Nellie verdedigt in haar zaak over het hoederecht om Klaartje. Bob belt haar tevergeefs en besluit uiteindelijk te gaan kijken en komt tot de akelige ontdekking dat Christel dood is. 
Christel werd door iedereen geliefd en haar dood liet een grote leemte achter. Ze wordt in het eerste seizoen nog veelvuldig vernoemd.